# California Eastern Airlines
California Eastern Airlines est une entreprise américaine de transport aérien disparue. Elle fut créée en 1946 comme compagnie cargo et n'employait à l'origine que des pilotes militaires. L'activité cargo fut cédée en 1948 à Slick Airways. California Eastern n'a exploité qu'un seul type d'avions, le Douglas DC-4. 16 DC-4 ont porté les couleurs de California Eastern, les deux derniers étant retirés d'exploitation en 1962.